# Aubletiana leptostachys
Aubletiana leptostachys är en törelväxtart som först beskrevs av Franciscus Jozef Breteler, och fick sitt nu gällande namn av J.Murillo. Aubletiana leptostachys ingår i släktet Aubletiana och familjen törelväxter. Inga underarter finns listade i Catalogue of Life.